# Alcázar (Toledo)

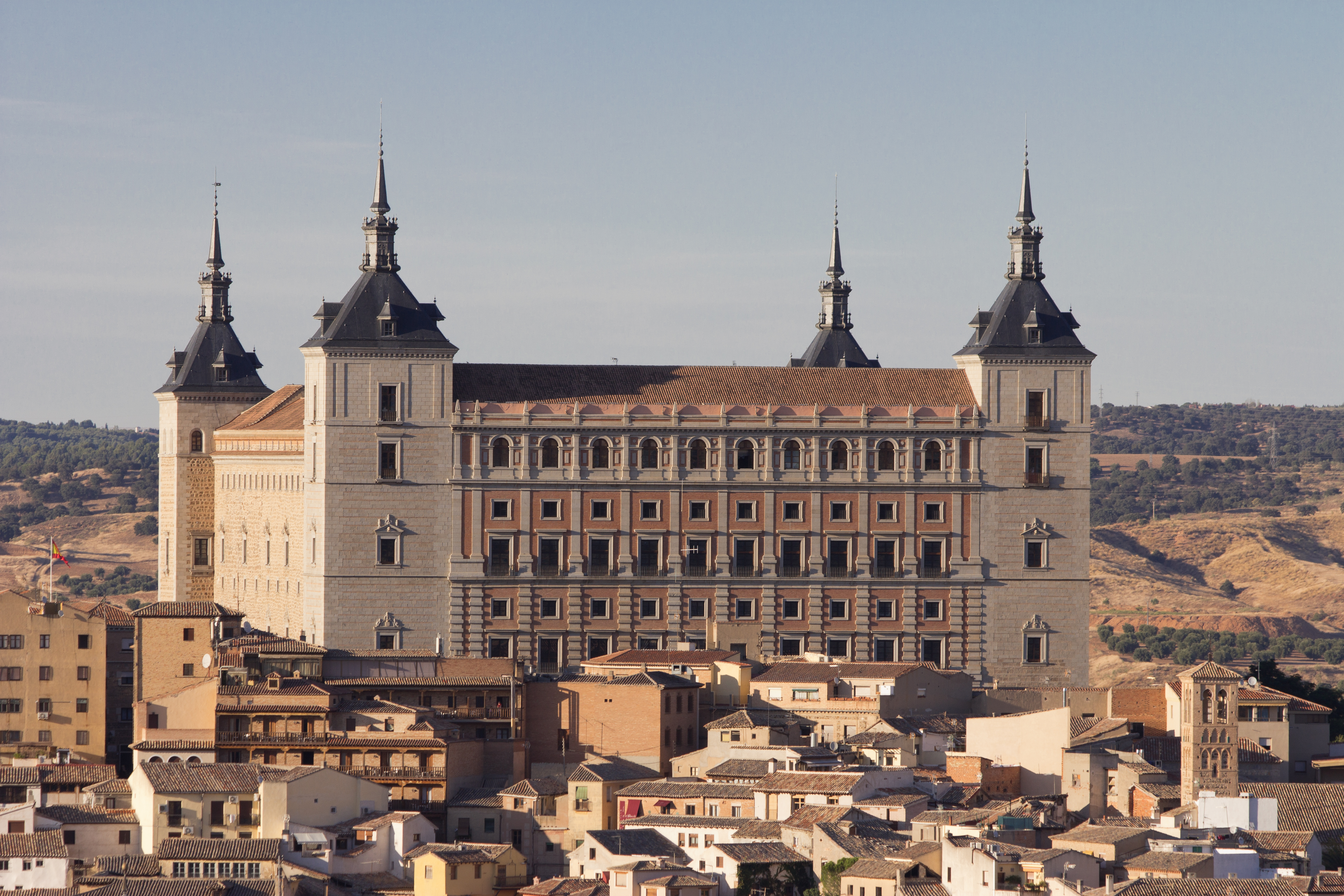
Blick von Westen über Toledo auf den Alcázar (2011)

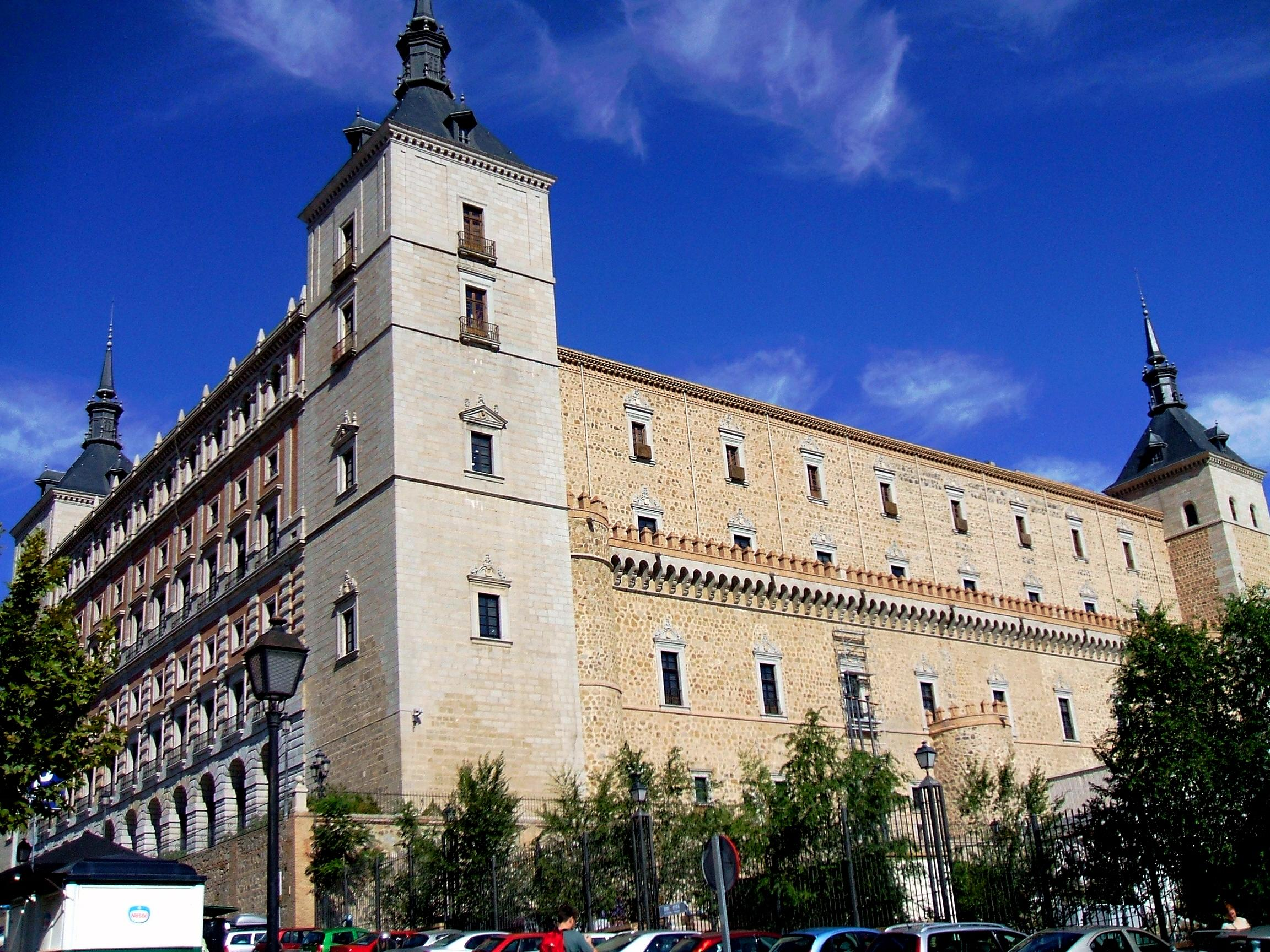
Nahaufnahme von Südsüdwesten (2009)

Der Alcázar von Toledo ist eine auf Felsen errichtete Festung in der Oberstadt Toledos, die die gesamte Stadt dominiert.

## Geschichte
Der Bau ging aus einer römischen Anlage hervor und wurde im Mittelalter mehrfach renoviert. Die heutige Anlage geht auf einen Plan von Alonso de Covarrubias aus dem Jahr 1537 während der Regierungszeit Karls I. zurück. 1710 während des Erbfolgekrieges wurde diese Anlage durch Flammen vernichtet, danach wieder aufgebaut. Der Bau ist ein Beispiel für den Desornamentado-Stil der Spätrenaissance. 
In der Nacht vom 9. auf den 10. Januar 1887 brach in der Bibliothek des Alcázar ein Feuer aus, das auf das gesamte Gebäude übergriff und es fast vollständig zerstörte. Von 1875 bis 1948 befand sich in ihm die Infanterieakademie von Toledo.
Hohe symbolische Bedeutung erhielt die Anlage während des spanischen Bürgerkrieges, weil dort nationalistische Verbände unter José Moscardó, nachdem der Putschversuch in der Stadt selbst misslungen war, ab dem 22. Juli 1936 einer zähen Belagerung durch republikanische Kräfte trotzten. Am 28. September 1936 eroberten franquistische Truppen Toledo und entsetzten den Alcázar. Die daraus entstandene Heldenlegende um den Alcázar wurde zu einem wichtigen Element franquistischer Propaganda  („¡El Alcázar no se rinde!“ – Der Alcázar ergibt sich nicht!) . Moscardó wurde von Franco nach dem Krieg zum Conde del Alcázar de Toledo geadelt. Das durch die Belagerung weitgehend zerstörte Gebäude des Alcázar wurde entsprechend seinem früheren Aussehen rekonstruiert.
Heute beherbergt er das spanische Armeemuseum, das Museo del Ejército.